# Зуевское (озеро, Псковская область)
Зуевское (также Зуево, Зуи или Ольха) — озеро в муниципальном образовании «Себежское» (в части бывшей Томсинской волости Себежского района Псковской области, в 25 км к северо-востоку от города Себежа и в 5 км к северо-востоку от деревни Томсино. На юго-западном побережье озера находится деревня Зуево.

## Описание
Площадь — 1,1 км² (109,7 га, с островами — 110,0 га). Максимальная глубина — 3,7 м, средняя глубина — 1,5 м.
Проточное. Озеро относится к бассейну реки Веть — притока Исса бассейна реки Великая.
Тип озера плотвично-окуневый. Массовые виды рыб: щука, плотва, окунь, ерш, красноперка, карась, линь, пескарь, вьюн; раки исчезли в 1960-е гг.
Для озера характерны: отлогие и низкие, в основном заболоченные, берега, в прибрежье — леса, болото, луга, огороды. Преимущественно илистое дно, есть прибрежный участок с заиленным песком, сплавины, коряги. Бывают заморы.